# Berry Classic Cher
La Berry Classic Cher era una corsa in linea di ciclismo femminile che si disputava in Francia nel mese di aprile. Si svolse dal 2004 al 2010, senza però essere mai inclusa nel calendario internazionale femminile UCI.

## Albo d'oro
| Anno | Vincitrice               | Seconda           | Terza              |
| ---- | ------------------------ | ----------------- | ------------------ |
| 2004 | Élodie Touffet           | Emmanuelle Merlot | Beatrice Thomas    |
| 2005 | Giorgia Bronzini         | Tamara Boyd       | Lien Verhaeghe     |
| 2006 | Liesbet De Vocht         | Alexandra Rannou  | Laurence Leboucher |
| 2007 | Aurélie Halbwachs        | Marina Jaunatre   | Beatrice Thomas    |
| 2008 | Beatrice Thomas          | Fanny Riberot     | Julie Dheruelle    |
| 2009 | Karine Gautard-Roussel   | Marina Jaunatre   | Julie Krasniak     |
| 2010 | Christel Ferrier-Bruneau | Julie Beveridge   | Christine Majerus  |